# Provence agricole et horticole illustrée
Provence agricole et horticole illustrée (abreviado Prov. Agric. Hort. Ill.) fue una revista con ilustraciones y descripciones botánicas que fue editada en Toulon. Se publicaron tres números en los años 1881-1883 con el nombre de Provence agricole et horticole illustrée; organe de l'agriculture et de l'horticulture méridionales.